# Antoine-Marie Maanicus
Antoine-Marie Maanicus (Ámsterdam, 1954 - † Bangassou, 2000) fue un misionero espiritano y obispo holandés de la Iglesia católica, primer titular de la diócesis de Bangassou (después de su erección a través de la bula Quod sacri Evangelii de Pablo VI en 1964) hasta su fallecimiento en 2000.